# Ketosia
Genre
Ketosia est un genre de mollusques gastéropodes de la famille des Barleeiidae.

## Liste d'espèces
Selon World Register of Marine Species (30 octobre 2017) :
- Ketosia riosi Dos Santos & Absalão, 2006
- Ketosia thomei Dos Santos & Absalão, 2006

## Publication originale
- (en) Franklin Noel dos Santos et Ricardo Silva Absalão, « A new genus of Barleeidae Gray, 1857 (Mollusca, Gastropoda) and the first occurrence of the genus Pseudodiala Ponder, 1967 off the Brazilian coast », Zootaxa, Magnolia Press (d), vol. 1232, no 1,‎ 15 juin 2006, p. 59 (ISSN 1175-5334 et 1175-5326, OCLC 49030618, DOI 10.11646/ZOOTAXA.1232.1.2, lire en ligne).